# Grattacieli più alti del Canada

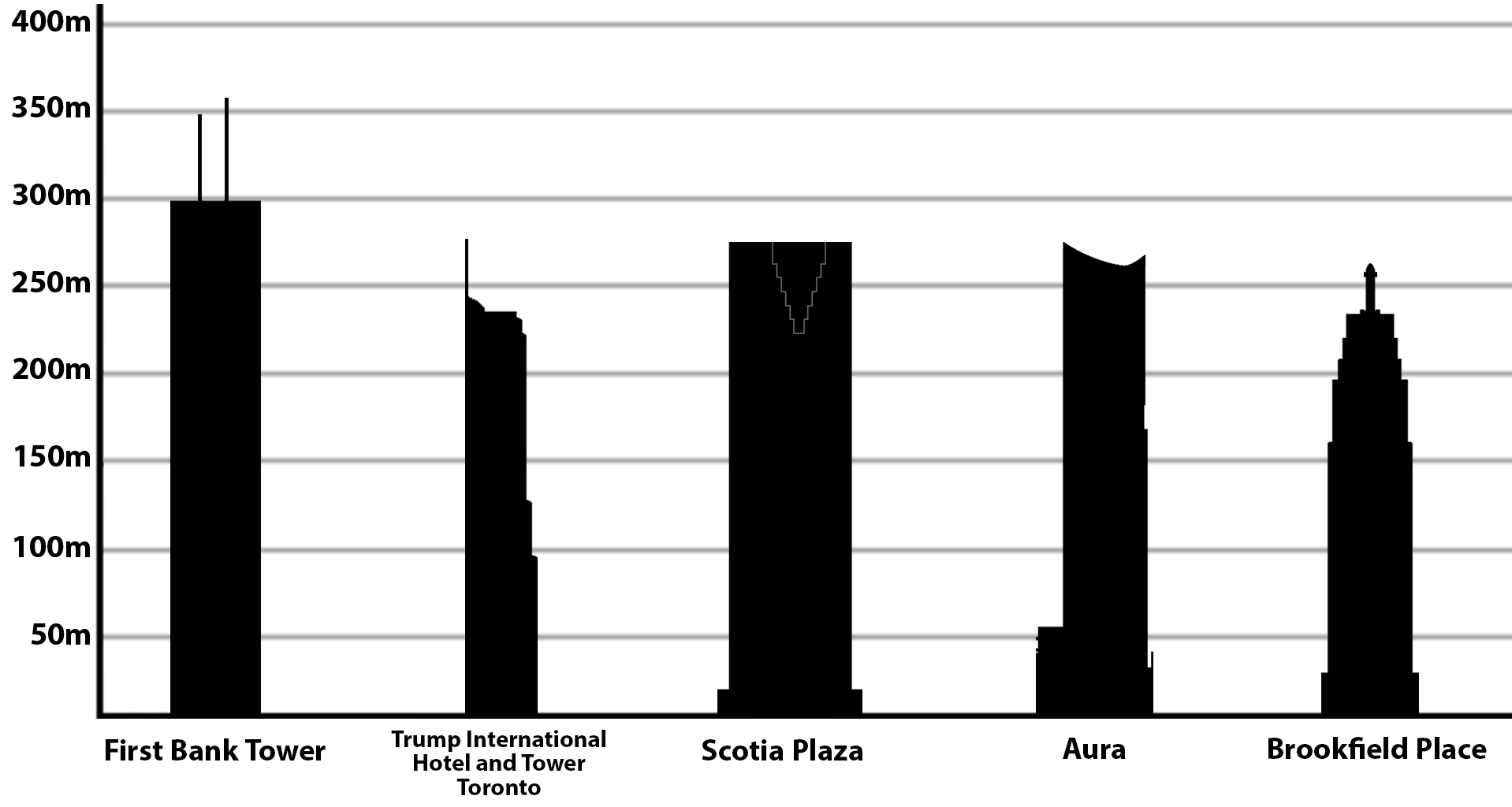
Gli edifici più alti del Canada (2018)

Questa è una lista dei grattacieli più alti del Canada ordinati per altezza.
A fine 2017 in Canada erano presenti 133 edifici più alti di 150 metri, 86 dei quali nella Greater Toronto Area (83 a Toronto e 3 a Missisauga), 19 a Calgary, 14 a Metro Vancouver  (7 a Burnaby, 6 a Vancouver, 1 a Surrey), 11 a Montreal, 2 a Edmonton e 1 a Niagara Falls. Cinque delle dieci maggiori città del paese adottano leggi sulla restrizione d'altezza per questo la maggior parte degli edifici si concentra nella città di Toronto.
In questo elenco non sono incluse le torri panoramiche come la CN Tower perché non considerate strutturalmente e tecnicamente come un edificio.

## Elenco
- * = in costruzione
- + = in costruzione ma strutturalmente completato

| Posizione | Edificio                                                               | Città         | Altezza            | Piani | Anno del completamento | Immagine |  |
| --------- | ---------------------------------------------------------------------- | ------------- | ------------------ | ----- | ---------------------- | --- |  |
| 1         | The One *                                                              | Toronto       | 306,3 m (1 005 ft) | 83    | 2026                   | |  |
| 2         | First Canadian Place                                                   | Toronto       | 298.1 m            | 72    | 1975                   | First Canadian Place |  |
| 3         | St. Regis Toronto                                                      | Toronto       | 276.9 m            | 57    | 2012                   | Trump International Hotel and Tower (Toronto) |  |
| 4         | Scotia Plaza                                                           | Toronto       | 275 m              | 68    | 1988                   | Scotia Plaza |  |
| 5         | Aura                                                                   | Toronto       | 271.9 m            | 78    | 2014                   | Aura |  |
| 6         | TD Canada Trust Tower (Brookfield Place, Tower 1)                      | Toronto       | 260.9 m            | 53    | 1990                   | TD Canada Trust Tower |  |
| 7         | One Bloor +                                                            | Toronto       | 257.3 m            | 75    | 2015                   | Number One Bloor |  |
| 8         | Stantec Tower +                                                        | Edmonton      | 250.8 m            | 66    | 2018/2019              | Stantec Tower |  |
| 9         | Brookfield Place East                                                  | Calgary       | 247 m              | 56    | 2017                   | Brookfield Place (Calgary) |  |
| 10        | Commerce Court West                                                    | Toronto       | 239 m              | 57    | 1973                   | Commerce Court West |  |
| 11        | The Bow                                                                | Calgary       | 237.5 m            | 57    | 2012                   | The Bow |  |
| 12        | ÏCE II                                                                 | Toronto       | 234 m              | 67    | 2015                   | Ice Condominiums |  |
| 13        | Harbour Plaza Residences, East *                                       | Toronto       | 233 m              | 66    | 2017                   | |  |
| 14        | Eau de Soleil Sky Tower *                                              | Toronto       | 228.2 m            | 66    | 2018                   | |  |
| 15        | 1250 René-Lévesque                                                     | Montreal      | 226.5 m            | 47    | 1992                   | 1250 René-Lévesque |  |
| 16=       | Ten York *                                                             | Toronto       | 224 m              | 68    | 2017                   | |  |
| 16=       | Harbour Plaza Residences, West *                                       | Toronto       | 224 m              | 62    | 2017                   | |  |
| 18        | Toronto-Dominion Centre                                                | Toronto       | 222.8 m            | 56    | 1967                   | Toronto-Dominion Centre |  |
| 19        | Telus Sky *                                                            | Calgary       | 222.3 m            | 58    | 2017                   | |  |
| 20        | Suncor Energy Centre West                                              | Calgary       | 215.2 m            | 53    | 1984                   | Suncor Energy Centre |  |
| 21        | Bay Adelaide Centre West                                               | Toronto       | 214.7 m            | 52    | 2010                   | Bay Adelaide Centre |  |
| 22        | Shangri-La Toronto                                                     | Toronto       | 214 m              | 65    | 2012                   | |  |
| 23        | Eighth Avenue Place East                                               | Calgary       | 212.3 m            | 49    | 2011                   | Eighth Avenue Place |  |
| 24        | Ritz-Carlton Toronto                                                   | Toronto       | 209.5              | 54    | 2011                   | Ritz-Carlton Toronto |  |
| 25        | Massey Tower                                                           | Toronto       | 208.3 m            | 54    | 2018                   | |  |
| 26=       | Bay Wellington Tower                                                   | Toronto       | 207 m              | 49    | 1991                   | Bay Wellington Tower |  |
| 26=       | The Residences of 488 University Avenue *                              | Toronto       | 207 m              | 55    | 2018                   | |  |
| 28=       | L Tower +                                                              | Toronto       | 205 m              | 57    | 2013                   | L Tower |  |
| 28=       | 1000 de la Gauchetière                                                 | Montreal      | 205 m              | 51    | 1992                   | 1000 de la Gauchetière |  |
| 30=       | Four Seasons Hotel and Residences                                      | Toronto       | 204 m              | 55    | 2012                   | Four Seasons Toronto |  |
| 30=       | 88 Scott *                                                             | Toronto       | 204 m              | 58    | 2017                   | 88 Scott |  |
| 32        | ÏCE I                                                                  | Toronto       | 202 m              | 57    | 2014                   | Ice Condominiums |  |
| 33        | Living Shangri-La                                                      | Vancouver     | 200.9 m            | 59    | 2008                   | Shangri-La |  |
| 34        | YC Condos *                                                            | Toronto       | 198.5 m            | 60    | 2019                   | |  |
| 35=       | Bankers Hall - East                                                    | Calgary       | 197 m              | 52    | 1989                   | Bankers Hall - East |  |
| 35=       | Bankers Hall - West                                                    | Calgary       | 197 m              | 52    | 2000                   | Bankers Hall - West |  |
| 37        | Bay Adelaide Centre East *                                             | Toronto       | 196 m              | 44    | 2016                   | |  |
| 38        | E Condos South *                                                       | Toronto       | 195.7 m            | 58    | 2018                   | |  |
| 39        | Wellesley on the Park *                                                | Toronto       | 194.2 m            | 60    | 2018                   | |  |
| 40        | 2221 Yonge *                                                           | Toronto       | 192.5 m            | 58    | 2019                   | |  |
| 41        | JW Marriott Edmonton Ice District & Residences +                       | Edmonton      | 191 m              | 55    | 2018                   | |  |
| 42        | Tour de la Bourse                                                      | Montreal      | 190 m              | 47    | 1964                   | |  |
| 43        | EY Tower *                                                             | Toronto       | 188.2 m            | 40    | 2017                   | EY Tower |  |
| 44        | Place Ville-Marie                                                      | Montreal      | 188 m              | 44    | 1962                   | |  |
| 45        | Trump International Hotel and Tower                                    | Vancouver     | 187.8 m            | 63    | 2016                   | |  |
| 46        | Altus                                                                  | Burnaby       | 187 m              | 49    | 2017                   | |  |
| 47=       | Brentwood One                                                          | Burnaby       | 186.54 m           | 56    | 2019                   | |  |
| 47=       | Brentwood Two                                                          | Burnaby       | 186.54 m           | 56    | 2020                   | |  |
| 49        | RBC Centre                                                             | Toronto       | 184.9 m            | 42    | 2009                   | |  |
| 50        | Casa 2 *                                                               | Toronto       | 184.5 m            | 57    | 2016                   | |  |
| 51=       | Tour CIBC                                                              | Montreal      | 184 m              | 45    | 1962                   | |  |
| 51=       | U Condominiums II *                                                    | Toronto       | 184 m              | 55    | 2014                   | U Condominiums |  |
| 52        | L'Avenue                                                               | Montreal      | 183.8 m            | 50    | 2017                   | L'Avenue |  |
| 53        | One Yorkville *                                                        | Toronto       | 183.2 m            | 58    | 2019                   | |  |
| 54        | Royal Trust Tower (part of the TD Centre)                              | Toronto       | 182.9 m            | 46    | 1969                   | Three of the Toronto-Dominion Centre's five towers, (left to right) the Ernst & Young Tower, the Toronto-Dominion Bank Tower, and the Royal Trust Tower. |  |
| 55        | Centennial Place I                                                     | Calgary       | 182.6 m            | 40    | 2010                   | |  |
| 56        | Brentwood Three                                                        | Burnaby       | 181.97 m           | 55    | 2020                   | |  |
| 57        | Maple Leaf Square North                                                | Toronto       | 181.3 m            | 54    | 2010                   | |  |
| 58        | Eau de Soleil Water Tower *                                            | Toronto       | 180.8 m            | 49    | 2018                   | |  |
| 59        | CASA III *                                                             | Toronto       | 179.6 m            | 49    | 2018                   | |  |
| 60        | INDX Condominiums *                                                    | Toronto       | 179 m              | 54    | —                      | |  |
| 61=       | Hilton Niagara Falls Tower 2                                           | Niagara Falls | 177.1 m            | 53    | 2009                   | Hilton Niagara Falls Tower 2 |  |
| 61=       | Eighth Avenue Place West +                                             | Calgary       | 177.1 m            | 41    | 2014                   | |  |
| 62=       | Canterra Tower                                                         | Calgary       | 177 m              | 45    | 1988                   | |  |
| 62=       | TransCanada Tower                                                      | Calgary       | 177 m              | 38    | 2001                   | |  |
| 65        | 1 King Street West                                                     | Toronto       | 176.2 m            | 51    | 2005                   | One King Street West |  |
| 66        | Absolute World 1                                                       | Mississauga   | 175.6 m            | 56    | 2012                   | Absolute World |  |
| 67        | Teahouse Condominiums South *                                          | Toronto       | 174 m              | 52    | 2019                   | |  |
| 68        | One York Street *                                                      | Toronto       | 173.5 m            | 37    | 2016                   | |  |
| 69        | 33 Bay Street                                                          | Toronto       | 173.3 m            | 55    | 2010                   | |  |
| 70        | Jamieson Place                                                         | Calgary       | 173.1 m            | 38    | 2009                   | |  |
| 71        | Royal Bank Plaza South                                                 | Toronto       | 173 m              | 41    | 1976                   | |  |
| 72        | Maple Leaf Square South                                                | Toronto       | 171.3 m            | 50    | 2010                   | Maple Leaf Square |  |
| 73        | The Selby                                                              | Toronto       | 170.6 m            | 49    | 2019                   | |  |
| 74        | Hullmark Centre, North                                                 | Toronto       | 169.6 m            | 45    | 2014                   | Hullmark Centre, North |  |
| 75=       | One Burrard Place                                                      | Vancouver     | 168 m              | 53    | 2018                   | |  |
| 75=       | Tour des Canadiens 2                                                   | Montreal      | 168 m              | 53    | 2019                   | |  |
| 75=       | Tour des Canadiens 3                                                   | Montreal      | 168 m              | 53    | 2021                   | |  |
| 78        | Lago at the Waterfront *                                               | Toronto       | 167.5 m            | 49    | 2016                   | |  |
| 79        | Tour des Canadiens                                                     | Montreal      | 167 m              | 50    | 2016                   | Tour des Canadiens |  |
| 80        | First Canadian Centre                                                  | Calgary       | 166.7 m            | 41    | 1982                   | |  |
| 81        | 44 Charles Street West                                                 | Toronto       | 166.0 m            | 51    | 1974                   | |  |
| 82        | Karma *                                                                | Toronto       | 166 m              | 52    | 2015                   | |  |
| 83        | Quantum 2                                                              | Toronto       | 165 m              | 51    | 2008                   | |  |
| 84        | Western Canadian Place - North                                         | Calgary       | 164 m              | 41    | 1983                   | |  |
| 85        | 4670 Assembly Way                                                      | Burnaby       | 163 m              | 57    | 2018                   | |  |
| 86=       | Residences of College Park I (ROCP)                                    | Toronto       | 163 m              | 51    | 2006                   | |  |
| 86=       | Burano                                                                 | Toronto       | 163 m              | 50    | 2012                   | |  |
| 88        | TD Canada Trust Tower                                                  | Calgary       | 162 m              | 40    | 1991                   | |  |
| 89        | Success Tower 1                                                        | Toronto       | 161.9 m            | 52    | 2011                   | |  |
| 90        | City Centre I *                                                        | Calgary       | 161.5 m            | 50    | 2015                   | |  |
| 91        | X2 +                                                                   | Toronto       | 160.1 m            | 44    | 2014                   | |  |
| 92        | Five *                                                                 | Toronto       | 160 m              | 48    | 2014                   | |  |
| 93        | The Private Residences                                                 | Vancouver     | 158.5 m            | 50    | 2012                   | |  |
| 94        | 1501 McGill College                                                    | Montreal      | 158.2 m            | 36    | 1992                   | 1501 McGill College |  |
| 95        | The Uptown Residences                                                  | Toronto       | 158 m              | 48    | 2011                   | The Uptown Residence |  |
| 96        | Absolute World 2                                                       | Mississauga   | 157.9 m            | 50    | 2012                   | Absolute World |  |
| 96        | 300 Front                                                              | Toronto       | 157.9 m            | 52    | 2013                   | 300 Front |  |
| 98        | 3 Civic Plaza                                                          | Surrey        | 157.3 m            | 55    | 2017                   | |  |
| 99=       | Theatre Park                                                           | Toronto       | -                  | 47    | 2014                   | Theatre Park |  |
| 99        | Grid Condos *                                                          | Toronto       | 157 m              | 50    | 2019                   | |  |
| 101       | Southcore Financial Centre Delta Hotel                                 | Toronto       | 156.8 m            | 47    | 2014                   | |  |
| 102       | Festival Tower                                                         | Toronto       | 156.7 m            | 42    | 2011                   | Festival Tower |  |
| 103       | Dundas Square Gardens *                                                | Toronto       | 156 m              | 48    | 2019                   | |  |
| 104       | Sovereign *                                                            | Burnaby       | 155.9 m            | 45    | 2014                   | |  |
| 105=      | The PJ Condos *                                                        | Toronto       | 155.8 m            | 50    | 2019                   | |  |
| 105=      | King Blue by Greenland North Tower *                                   | Toronto       | 155.8 m            | 48    | 2018                   | |  |
| 107       | Scotia Centre                                                          | Calgary       | 155.2 m            | 41    | 1976                   | Scotia Centre |  |
| 108=      | U Condominiums I *                                                     | Toronto       | 154 m              | 45    | 2014                   | U Condominiums |  |
| 108=      | 87 Peter *                                                             | Toronto       | 154 m              | 49    | 2018                   | |  |
| 110       | TD Waterhouse Tower, 79 Wellington Street West (part of the TD Centre) | Toronto       | 153.6 m            | 39    | 1985                   | |  |
| 111       | Westlake Village 1                                                     | Toronto       | 153.3 m            | 48    | 2014                   | |  |
| 112       | 35 Mariner (part of CityPlace)                                         | Toronto       | 153.2 m            | 49    | 2005                   | |  |
| 113       | Montage (part of CityPlace)                                            | Toronto       | 153 m              | 48    | 2009                   | |  |
| 114       | Pinnacle Grand Park II                                                 | Mississauga   | 152.4 m            | 49    | 2017                   | |  |
| 115       | Nexen Building                                                         | Calgary       | 152 m              | 37    | 1982                   | |  |
| 116       | Complexe Desjardins South                                              | Montreal      | 151.8 m            | 40    | 1975                   | |  |
| 117       | Beyond the Sea Star Tower                                              | Toronto       | 151.5 m            | 44    | 2012                   | |  |
| 118       | Chaz on Charles *                                                      | Toronto       | 151.4 m            | 47    | 2015                   | |  |
| 119       | The 250                                                                | Toronto       | 150.6 m            | 35    | 1992                   | |  |
| 120       | Vancouver House                                                        | Vancouver     | 150.3 m            | 49    | 2018                   | |  |
| 121       | The Monde                                                              | Toronto       | 150 m              | 44    | 2018                   | |  |